# Necropoli di Casale Galeotti
La Necropoli di Casale Galeotti, o Necropoli di Guado Antico,, è una necropoli etrusca che si trova a Tuscania in provincia di Viterbo.

## Descrizione
I sepolcri di questa necropoli sono numerosi e di vario tipo, anche se per lo più ipogee e rupestri; sono inoltre presenti due colombari, di epoca ellenistica, traforati con forme triangolari.
Di uno di questi sepolcri, grazie all'incisione presente su di un frammento di tazza, se ne conosce il nome del defunto: Ramtha.